# Jan-Andres Schulze
Jan-Andres Schulze (* 1969) ist ein deutscher Politologe und Publizist.

## Leben
Schulze war zunächst in der Hotelbranche und als Wirtschaftsinformatiker tätig, schloss dann ein Politologiestudium mit Diplom ab. Er arbeitete als Pressereferent für Politik und Zeitgeschichte beim Verlag Langen Müller und wurde schließlich 2005 an der Universität München in Politikwissenschaften promoviert. Danach war er als selbständiger Berater tätig.
Schulze verfasste von Ende 2015 bis Anfang 2016 Artikel in Tichys Einblick und einen Beitrag für die Zeitschrift eigentümlich frei. In der Kontroverse um Rolf Peter Sieferles „Finis Germania“ meldete er sich in einem Gastbeitrag kritisch auf dem für seine rechtsradikalen Inhalte bekannten Blog Sezession zu Wort, den die taz in einem Artikel aufgriff.

## Rezeption der Dissertation
Christian Hillgruber bewertete in der FAZ, die über den für rechte Esoterik bekannten Kopp-Verlag vertriebene Dissertation "Der Irak-Krieg 2003 im Lichte der Wiederkehr des gerechten Krieges" als anregend, wenn auch etwas feuilletonistisch geraten. Robert van Ooyen meint, dass Schulze „die Wiederkehr der Lehre vom „bellum iustum“ unter politisch-theoretischen und ideengeschichtlichen Aspekten“ gut analysiert habe und die Arbeit somit eine Lücke schließe. Ulrich Lappenküper und Reiner Marcowitz merken an, dass Schulze in seiner „richtungsweisenden Dissertation erstmals eine historische Kontextaktualisierung der Vorstellung des Bellum iustum im Zusammenhang einer Deutung des Irak-Krieges“ vorgenommen hat.

## Schriften
- Der Irak-Krieg 2003 im Lichte der Wiederkehr des gerechten Krieges. (= Bd. 140 von Beiträge zur politischen Wissenschaft); Duncker & Humblot, Berlin 2005, ISBN 3-428-11896-0 (zugleich Dissertation Ludwig-Maximilians-Universität München 2004).[10]